# Miguel Asen IV
Miguel Asen (en búlgaro: Михаил Асен; c. 1322-1355) fue el hijo mayor del zar Iván Alejandro (1331-1371) de su matrimonio con Teodora de Valaquia.
Cuando su padre ascendió al trono en 1331, el joven príncipe fue proclamado coemperador. Iba a suceder a su padre bajo el nombre de Miguel Asen IV. El heredero al trono era el orgullo de la familia real y se dice que poseía «todas las virtudes». Se casó con María, (rebautizada Irene), la hija del emperador bizantino Andrónico III Paleólogo y su segunda esposa Ana de Saboya.
En 1354 y 1355 los otomanos invadieron Bulgaria y se dirigieron hacia Plovdiv y Sofía. Se menciona en una crónica anónima búlgara que Miguel Asen reunió a los búlgaros y enfrentó a los turcos cerca de Sofía en la Batalla de Ihtiman. Los búlgaros fueron derrotados y sufrieron grandes bajas, incluyendo al mismo Miguel, pero la batalla no fue en vano: los otomanos no pudieron capturar las ciudades y no pudieron atacar el país hasta 1370. En el folclore búlgaro se menciona que el hijo del zar pereció de manera heroica.